# William Gibb
William Gibb (* 8. Januar 1852 in Glasgow; † 26. Mai 1888 ebenda) war ein schottischer Fußballspieler.

## Karriere
William Gibb spielte in seiner Fußballkarriere in den Jahren 1872 bis 1876 für den FC Clydesdale aus dem Süden Glasgows, zuvor war er beim FC Queen’s Park. Mit dem Verein erreichte er das erste Finale in der Geschichte des schottischen Pokals. Am 21. März 1874 verlor er mit Clydesdale das Pokalfinale gegen den FC Queen’s Park mit 0:2.
Am 8. März 1873 kam Gibb zu einem Länderspiel für Schottland. Im Londoner Kennington Oval gegen die englische Auswahl erzielte er bei einer 2:4-Niederlage ein Tor. Es war sein einziges Länderspiel.
Im Jahr 1873 wurde Gibb in das Gremium der Scottish Football Association gewählt.